# Miziakiwśki Chutory
Miziakiwśki Chutory (ukr. Мізяківські Хутори) – wieś na Ukrainie, w obwodzie winnickim, w rejonie winnickim, w hromadzie Stryżawka. W 2001 liczyła 2283 mieszkańców, spośród których 2261 wskazało jako ojczysty język ukraiński, 20 rosyjski, 1 polski, a 1 inny.

## Urodzeni
- Walerian (Rudicz)